# 哥倫布壁畫

壁畫系列之一《哥倫布登臨大陸（Columbus Coming Ashore）》

《博瓦迪利亞背叛哥倫布（Bobadilla Betrays Columbus）》

《哥倫布壁畫》（英語：Columbus murals）是由意大利畫家路易吉·格雷戈里於1880年代創作的系列壁畫，全作共有12幅，目前位於美國印第安納州聖母大學。內容以克里斯多福·哥倫布為描繪對象，由於壁畫浪漫化哥倫布與美洲原住民的關係，而導致爭議。
大學創辦人兼聖十字會牧師愛德華·索林委任曾於梵蒂岡工作的格雷戈里創作這系列，格雷戈里後於1881年至1884年完成作品。格雷戈里選擇哥倫布作為系列主角，是因為他在當時被美國人視為英雄人物，尤其是當時面臨反天主教浪潮的天主教會。因此格雷戈里以聖潔的方式描繪哥倫布，而美洲人則表現順從並充滿敬畏之情。然而在近幾十年來，壁畫因其對一個如今被歷史學家批判為美洲殖民先驅、虐待原住民的人的描繪、其歷史上的不準確以及在聖母大學主要行政大樓的突出地位而受到批評。

## 歷史

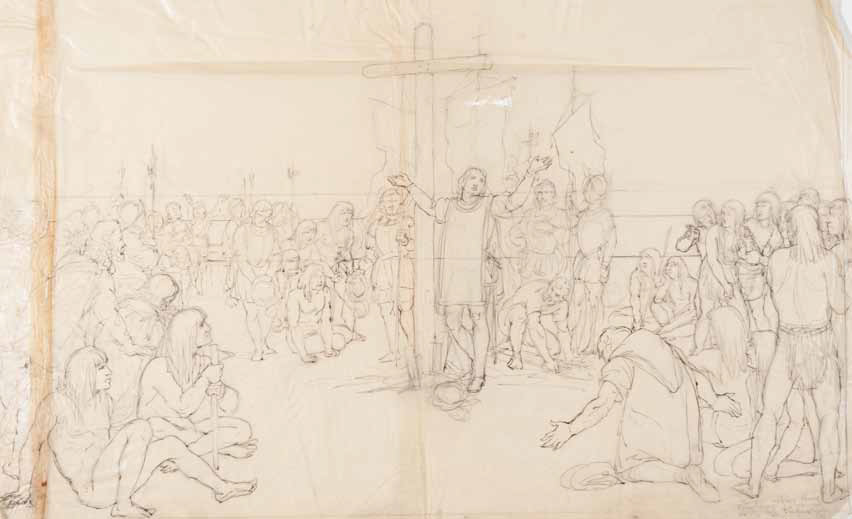
《哥倫布登臨大陸》的草稿，可見描圖紙上的石墨上有黑色墨水。

在1874年，大學創辦人兼前任校長索林參觀梵蒂岡並聘請駐國藝術家格雷戈里作為聖母大學的藝術系教授。1879年一場大火中，大學主要行政大樓被燒燬，並在同年夏天重建；2年後，索林委任格雷戈里創作一個藝術收藏品以裝飾新行政大樓的一樓。
格雷戈里選擇哥倫布作為主角，是因為十九世紀的美國人在昭昭天命運動的影響下，視哥倫布為英雄人物，以及獨立、進步和信念的代表人物； 哥倫布同時對聖母大學的忠實信徒也是極度吸引的人物，作為美國新教歷史上少數作出貢獻的天主教徒，其他天主教徒亦十分支持他。 哥倫布更協助打擊十九世紀的排外主義運動，他特別支持義大利裔美國人以及因「相比國家更應忠於教宗」這觀點而反天主教的人。
格雷戈里在1881年11月中開始繪畫第一幅作品，名叫《克里斯多福·哥倫布—探險家》，並在年末前完成。在1882年至1884年間，在其他教職員和不同人物的資助下，格雷戈里完成其餘另外11幅壁畫。他使用酪素畫和色素作媒介，並在石膏牆完成作品。
當時的學者因沒有任何有權威的哥倫布肖像存在，而對他的外表存有爭議。因此除了其中一張壁畫會使用索林為哥倫布死後的模型外，格雷戈里選擇使用當時的聖母大學校長托馬斯·E·沃爾什作為哥倫布的臉部模型；而聖母大學的教職員、聖十字會會員和格雷戈里本人還擔任壁畫中其他人的模型。
當代的壁畫和描述以互補反映哥倫布的積極形象。1886年在聖母大學出版的《紐約弗里曼月報（New York Freeman）》上的一則報導說：「某些學生年輕且粗心；但圖畫受到尊重和崇敬，而且沒有任何幼稚的手污損壁畫。」

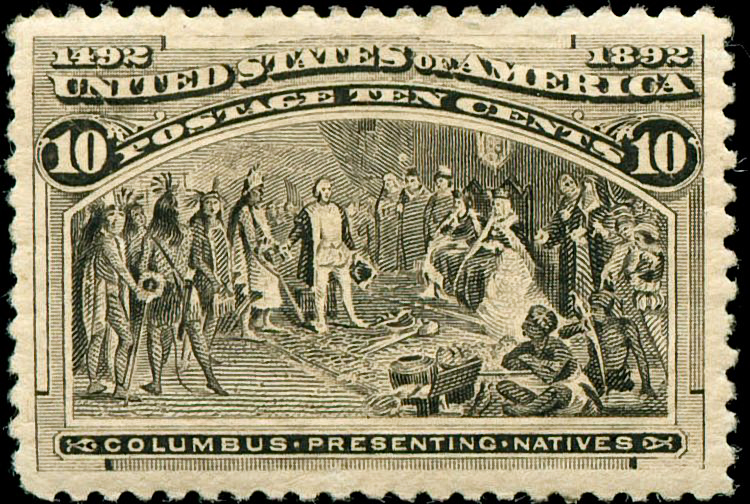
《哥倫布介紹土著人（Columbus Presenting Natives）》，基於《在法庭的接待》而設計的紀念郵票。

在1893年舉行的芝加哥哥倫布紀念博覽會中，一系列合共16張以哥倫布為主題的紀念郵票被製作出來，當中的10美分郵票是基於《在法庭的接待會（The Reception at Court）》壁畫設計。

## 描述
每幅壁畫高11英尺（3.4米），寬度從5.5英尺到19英尺（1.7米到5.8米）不等。
在第一幅壁畫的《克里斯多福·哥倫布—探險家（Christopher Columbus, Explorer）》中，哥倫布以兩手叉腰的姿勢高高地站在地球儀旁，他的一隻手放在臀部上，暗示其重要性和影響力；而另一隻手則指向地球儀。儘管哥倫布從未意識到自己已經降臨北美洲，但在壁畫的他還是指向了地球儀上的北美洲。格雷戈里以描繪在聖光內的哥倫布，展示哥倫布在做上帝的工作。
在《在法庭的接待會（The Reception at Court）》壁畫中，描繪哥倫布向斐迪南二世和伊莎貝拉一世贈送從新世界來的珍寶：菠蘿、堅果、香料、金雕像、一隻鸚鵡以及幾個泰諾族人；大量神職人員的出現表明泰諾族人將受洗；一大群後面注視著的人的背後則有一隊船艦。
壁畫中有許多歷史上的錯誤：例如《在法庭的接待會》描繪了拿著北美平原印第安人使用的盾牌，並身穿曼丹衣服的土著人；而哥倫布實際上遇到的是加勒比海的泰諾族原住民。這種不準確性歸因於無知：當時的美國原住民被視為一個整體，並非由多個部落組成；以及有目的的象徵意義（聖母大學的創辦機構聖十字會曾遇到平原印第安人）。此外，格雷戈里也有可能從聖母大學的文物收藏中汲取靈感。

## 爭議
1997年，聖母大學教職委員會創建一本小冊子，以介紹壁畫的歷史背景，並說：「聖母大學認識到哥倫布壁畫反映19世紀歐洲白人對種族、性別和族群的看法，這可能會冒犯某些人。」
在2017年，一封致聖母大學學生報紙《觀察者（The Observer）》編輯的信中，合共有300多名學生、員工和校友簽名以呼籲移除壁畫。2019年1月，大學校長約翰·I·詹金斯宣布將計劃覆蓋壁畫，但基於方便日後在部分時間進行展示，詹金斯選擇以壁畫用編織材料作為覆蓋的物料。但在同年10月，大學決定將延遲至2022年才覆蓋壁畫。

## 註腳
注譯
1. ↑  另有一個名稱為《克里斯多福·哥倫布—發現家（Christopher Columbus, Discoverer）》[19]

來源
1. ↑  Howard Zinn. . Newhumanist.com.   [5 September 2008]. （原始内容存档于2008-07-29）.
2. ↑  Jack Weatherford. . Hartford-hwp.com. 20 April 2001  [29 July 2009]. （原始内容存档于2016-10-20）.
3. ↑  Meyers 2012，第14–15頁.
4. 1 2  Meyers 2012，第17頁.
5. 1 2  Meyers 2012，第17–18頁.
6. ↑  Lindquist 2012，第9頁.
7. ↑  Doss 2018，第10頁.
8. 1 2  Murch 1920，第115頁.
9. ↑   (PDF). Notre Dame Scholastic 15 (10). November 12, 1881: 140–141  [2020-06-13]. （原始内容存档 (PDF)于2020-09-28）.
10. 1 2 3 4  Meyers 2012，第53頁.
11. ↑  Meyers 2012，第44, 57頁.
12. ↑  Tucker, Todd. . Notre Dame, Indiana: University of Notre Dame Press. : 38. ISBN 9780268104368. JSTOR j.ctvpj7dt2.
13. ↑  Meyers 2012，第57頁.
14. ↑  Lamb & Hogan 2017，第47頁.
15. ↑  . The Notre Dame Scholastic 20 (4). September 25, 1886: 66  [2020-07-01].
16. ↑  Schlereth 1992，第951頁.
17. ↑  Barrenechea & Moertl 2013，第109頁.
18. ↑  Meyers 2012，第44頁.
19. 1 2  Barrenechea & Moertl 2013，第110頁.
20. ↑  Meyers 2012，第19頁.
21. ↑  . South Bend Tribune. January 21, 2019  [2020-07-18]. （原始内容存档于2020-07-20）.
22. ↑  Schlereth 1992，第951–952頁.
23. 1 2  Schlereth 1992，第952頁.
24. ↑  Lindquist 2012，第8頁.
25. ↑  Doss, Erika. . Indiana Magazine of History (Indiana University Press). June 2009, 105 (2): 138. JSTOR 27792974.
26. ↑  Katz, Brigit. . Smithsonian. January 25, 2019  [June 12, 2020]. （原始内容存档于2020-12-07）.
27. ↑  . CNN. January 23, 2019  [2020-07-18]. （原始内容存档于2020-12-08）.
28. ↑  . ABC. November 1, 2019  [2020-07-18]. （原始内容存档于2020-09-19）.